# Ourapteryx pallidula
Ourapteryx pallidula là một loài bướm đêm trong họ Geometridae.